# 算死草
《算死草》是一部香港電影，於1997年夏季上映。由周星馳、葛民輝、莫文蔚、邱淑貞主演，導演、編劇為馬偉豪。此片首映時正值1997年香港回歸，故以香港開埠時作背景。「算死草」是粤语俚語，形容一個人很有心計，對事情掐算拿捏到極致，是貶義詞。

## 劇情
清朝末年，廣東狀師陳夢吉專以作弄人為樂，結下了不少仇家。其徒弟何歡本是孤兒，雖常參與陳作弄人的行動，但個性單純善良。後因阿歡與陳夢吉同時對戲女水蓮花有意，而發生爭執，阿歡一怒之下出走香港謀生。香港大亨何西爵士（影射何東爵士）之子何中意外發現阿歡是他失散已久的異母弟「念西」，為獨吞家產，中殺害家丁何春並設計陷害阿歡，使其獲罪入獄。阿歡求助於師父，陳夢吉憑三寸不爛之舌說的洋法官啞口無言，然而陪審團已被收買，夢吉要想辦法起死回生......

## 演員
| 演員   | 角色               | 備註                             |
| 周星馳 | 陳夢吉             |                                  |
| 葛民輝 | 何 歡（念 西）     |                                  |
| 葛民輝 | 如 花              | 何西爵士之妾、念西之母           |
| 莫文蔚 | 呂 忍              |                                  |
| 邱淑貞 | 水蓮花             |                                  |
| 羅家英 | 方唐鏡             |                                  |
| 林保怡 | 何 中              | 粵語配音 原聲 林保怡             |
| 陳 豪  | 何 春              | 粵語配音 原聲 陳豪               |
| 鍾景輝 | 何西爵士           | 何中、何歡（念西）之父，影射何東 |
| 李兆基 | 洪十八（丐幫幫主） |                                  |
| 雷宇揚 | 客棧東主           |                                  |
| 張達明 | 客棧東主           |                                  |
| 谷德昭 | 李公子（客棧東主） |                                  |
| 田啟文 | 目擊證人           |                                  |
| 劉以達 | 住 持              |                                  |
| 江麗娜 | 丫 鬟              |                                  |
| 袁彌明 | 丫 鬟（小 草）     |                                  |
| 潘淑娟 | 丫 鬟              |                                  |
| 葉廣儉 | 陪審團             | 失明人士，堅持履行陪審團責任     |
| 潘雁英 | 陪審團             | 在庭上因何歡的容貌與其爭執       |
| 鄭健樂 | 陪審團             |                                  |
| 八両金 | 陪審團             |                                  |
| 李健仁 | 家丁阿仁           |                                  |
| 林尚義 | 牧 師              |                                  |
| 黃偉文 | 龍 二              |                                  |
| 簡詠嫻 | 呂忍朋友           |                                  |
| 方保羅 | 法官大人           |                                  |

## 外部連結
- 開眼電影網上《整人狀元》的資料（繁體中文）
- 豆瓣电影上《算死草》的資料 （简体中文）
- 时光网上《算死草》的資料（简体中文）
- AllMovie上《算死草》的资料（英文）
- 爛番茄上《算死草》的資料（英文）
- 香港影庫上《算死草》的資料（繁體中文）
- 互联网电影数据库（IMDb）上《算死草》的资料（英文）